# 2014-es Formula–1 japán nagydíj
A japán nagydíj volt a 2014-es Formula–1 világbajnokság tizenötödik futama, amelyet 2014. október 3. és október 5. között rendeztek meg a japán Suzuka Circuit-ön, Szuzukában. Ez volt a szezon legkaotikusabb futama, melyet a heves eső miatt kétszer szakítottak meg piros zászlóval, kétszer küldték be a biztonsági autót, a futamnak pedig Jules Bianchi súlyos balesete idő előtt véget vetett.

## Szabadedzések

### Első szabadedzés
A japán nagydíj első szabadedzését október 3-án, pénteken délelőtt tartották. Először ült autóba Formula–1-es nagydíjhétvégén a Toro Rosso színeiben a mindössze 17 éves holland Max Verstappen.
| helyezés | versenyző         | csapat/motor         | elért idő | különbség | futott kör |
| -------- | ----------------- | -------------------- | --------- | --------- | ---------- |
| 1        | Nico Rosberg      | Mercedes             | 1:35,461  | −         | 27         |
| 2        | Lewis Hamilton    | Mercedes             | 1:35,612  | +0,151    | 26         |
| 3        | Fernando Alonso   | Ferrari              | 1:36,037  | +0,576    | 19         |
| 4        | Valtteri Bottas   | Williams-Mercedes    | 1:36,576  | +1,115    | 25         |
| 5        | Kimi Räikkönen    | Ferrari              | 1:37,187  | +1,726    | 19         |
| 6        | Kevin Magnussen   | McLaren-Mercedes     | 1:37,327  | +1,866    | 24         |
| 7        | Daniel Ricciardo  | Red Bull-Renault     | 1:37,466  | +2,005    | 27         |
| 8        | Jenson Button     | McLaren-Mercedes     | 1:37,649  | +2,188    | 24         |
| 9        | Sebastian Vettel  | Red Bull-Renault     | 1:37,686  | +2,225    | 26         |
| 10       | Danyiil Kvjat     | Toro Rosso-Renault   | 1:37,714  | +2,253    | 26         |
| 11       | Felipe Massa      | Williams-Mercedes    | 1:38,012  | +2,551    | 22         |
| 12       | Max Verstappen    | Toro Rosso-Renault   | 1:38,157  | +2,696    | 22         |
| 13       | Sergio Pérez      | Force India-Mercedes | 1:38,324  | +2,863    | 10         |
| 14       | Nico Hülkenberg   | Force India-Mercedes | 1:38,582  | +3,121    | 9          |
| 15       | Romain Grosjean   | Lotus-Renault        | 1:38,851  | +3,390    | 21         |
| 16       | Adrian Sutil      | Sauber-Ferrari       | 1:39,046  | +3,585    | 19         |
| 17       | Pastor Maldonado  | Lotus-Renault        | 1:39,097  | +3,636    | 26         |
| 18       | Esteban Gutiérrez | Sauber-Ferrari       | 1:39,318  | +3,857    | 18         |
| 19       | Marcus Ericsson   | Caterham-Renault     | 1:40,031  | +4,570    | 18         |
| 20       | Roberto Merhi     | Caterham-Renault     | 1:41,472  | +6,011    | 24         |
| 21       | Jules Bianchi     | Marussia-Ferrari     | 1:41,580  | +6,119    | 10         |
| 22       | Max Chilton       | Marussia-Ferrari     | 1:41,757  | +6,296    | 15         |

### Második szabadedzés
A japán nagydíj második szabadedzését október 3-án, pénteken délután tartották.
| helyezés | versenyző         | csapat/motor         | elért idő | különbség | futott kör |
| -------- | ----------------- | -------------------- | --------- | --------- | ---------- |
| 1        | Lewis Hamilton    | Mercedes             | 1:35,078  | −         | 28         |
| 2        | Nico Rosberg      | Mercedes             | 1:35,318  | +0,240    | 27         |
| 3        | Valtteri Bottas   | Williams-Mercedes    | 1:36,279  | +1,201    | 24         |
| 4        | Jenson Button     | McLaren-Mercedes     | 1:36,409  | +1,331    | 28         |
| 5        | Sebastian Vettel  | Red Bull-Renault     | 1:36,436  | +1,358    | 24         |
| 6        | Kimi Räikkönen    | Ferrari              | 1:36,529  | +1,451    | 19         |
| 7        | Fernando Alonso   | Ferrari              | 1:36,637  | +1,559    | 26         |
| 8        | Kevin Magnussen   | McLaren-Mercedes     | 1:36,714  | +1,636    | 31         |
| 9        | Danyiil Kvjat     | Toro Rosso-Renault   | 1:36,943  | +1,865    | 27         |
| 10       | Daniel Ricciardo  | Red Bull-Renault     | 1:37,186  | +2,108    | 3          |
| 11       | Jean-Éric Vergne  | Toro Rosso-Renault   | 1:37,219  | +2,141    | 19         |
| 12       | Nico Hülkenberg   | Force India-Mercedes | 1:37,504  | +2,426    | 16         |
| 13       | Romain Grosjean   | Lotus-Renault        | 1:37,563  | +2,485    | 31         |
| 14       | Felipe Massa      | Williams-Mercedes    | 1:37,700  | +2,622    | 18         |
| 15       | Sergio Pérez      | Force India-Mercedes | 1:37,786  | +2,708    | 8          |
| 16       | Pastor Maldonado  | Lotus-Renault        | 1:37,798  | +2,720    | 27         |
| 17       | Adrian Sutil      | Sauber-Ferrari       | 1:38,010  | +2,932    | 25         |
| 18       | Esteban Gutiérrez | Sauber-Ferrari       | 1:38,365  | +3,287    | 9          |
| 19       | Marcus Ericsson   | Caterham-Renault     | 1:39,069  | +3,991    | 22         |
| 20       | Jules Bianchi     | Marussia-Ferrari     | 1:39,306  | +4,228    | 20         |
| 21       | Max Chilton       | Marussia-Ferrari     | 1:39,333  | +4,255    | 24         |
| 22       | Kobajasi Kamui    | Caterham-Renault     | 1:42,760  | +7,682    | 3          |

### Harmadik szabadedzés
A japán nagydíj harmadik szabadedzését október 4-én, szombaton délelőtt tartották.
| helyezés | versenyző         | csapat/motor         | elért idő | különbség | futott kör |
| -------- | ----------------- | -------------------- | --------- | --------- | ---------- |
| 1        | Nico Rosberg      | Mercedes             | 1:33,228  | −         | 14         |
| 2        | Lewis Hamilton    | Mercedes             | 1:34,210  | +0,982    | 10         |
| 3        | Fernando Alonso   | Ferrari              | 1:34,439  | +1,211    | 12         |
| 4        | Felipe Massa      | Williams-Mercedes    | 1:34,564  | +1,336    | 12         |
| 5        | Valtteri Bottas   | Williams-Mercedes    | 1:35,061  | +1,833    | 16         |
| 6        | Daniel Ricciardo  | Red Bull-Renault     | 1:35,086  | +1,858    | 13         |
| 7        | Kevin Magnussen   | McLaren-Mercedes     | 1:35,251  | +2,023    | 16         |
| 8        | Jean-Éric Vergne  | Toro Rosso-Renault   | 1:35,494  | +2,266    | 8          |
| 9        | Danyiil Kvjat     | Toro Rosso-Renault   | 1:35,538  | +2,310    | 17         |
| 10       | Jenson Button     | McLaren-Mercedes     | 1:35,549  | +2,321    | 16         |
| 11       | Nico Hülkenberg   | Force India-Mercedes | 1:35,732  | +2,504    | 15         |
| 12       | Kimi Räikkönen    | Ferrari              | 1:35,995  | +2,767    | 5          |
| 13       | Sergio Pérez      | Force India-Mercedes | 1:36,365  | +3,137    | 8          |
| 14       | Esteban Gutiérrez | Sauber-Ferrari       | 1:36,407  | +3,179    | 22         |
| 15       | Sebastian Vettel  | Red Bull-Renault     | 1:36,460  | +3,232    | 6          |
| 16       | Romain Grosjean   | Lotus-Renault        | 1:36,558  | +3,330    | 19         |
| 17       | Pastor Maldonado  | Lotus-Renault        | 1:36,617  | +3,389    | 12         |
| 18       | Adrian Sutil      | Sauber-Ferrari       | 1:36,626  | +3,398    | 20         |
| 19       | Marcus Ericsson   | Caterham-Renault     | 1:37,367  | +4,139    | 12         |
| 20       | Max Chilton       | Marussia-Ferrari     | 1:37,883  | +4,655    | 17         |
| 21       | Jules Bianchi     | Marussia-Ferrari     | 1:38,102  | +4,874    | 15         |
| 22       | Kobajasi Kamui    | Caterham-Renault     | 1:38,784  | +5,556    | 12         |

## Időmérő edzés
A japán nagydíj időmérő edzését október 4-én, szombaton futották.
| helyezés              | rajtszám | versenyző         | csapat/motor         | 1. rész  | 2. rész  | 3. rész  | rajthely | futott kör |
| --------------------- | -------- | ----------------- | -------------------- | -------- | -------- | -------- | -------- | ---------- |
| 1                     | 6        | Nico Rosberg      | Mercedes             | 1:33,671 | 1:32,950 | 1:32,506 | 1        | 13         |
| 2                     | 44       | Lewis Hamilton    | Mercedes             | 1:33,611 | 1:32,982 | 1:32,703 | 2        | 13         |
| 3                     | 77       | Valtteri Bottas   | Williams-Mercedes    | 1:34,301 | 1:33,443 | 1:33,128 | 3        | 16         |
| 4                     | 19       | Felipe Massa      | Williams-Mercedes    | 1:34,483 | 1:33,551 | 1:33,527 | 4        | 16         |
| 5                     | 14       | Fernando Alonso   | Ferrari              | 1:34,497 | 1:33,675 | 1:33,740 | 5        | 16         |
| 6                     | 3        | Daniel Ricciardo  | Red Bull-Renault     | 1:35,593 | 1:34,466 | 1:34,075 | 6        | 17         |
| 7                     | 20       | Kevin Magnussen   | McLaren-Mercedes     | 1:34,930 | 1:34,229 | 1:34,242 | 7        | 16         |
| 8                     | 22       | Jenson Button     | McLaren-Mercedes     | 1:35,150 | 1:34,648 | 1:34,317 | 8        | 17         |
| 9                     | 1        | Sebastian Vettel  | Red Bull-Renault     | 1:35,517 | 1:34,784 | 1:34,432 | 9        | 17         |
| 10                    | 7        | Kimi Räikkönen    | Ferrari              | 1:34,984 | 1:34,771 | 1:34,548 | 10       | 16         |
| 11                    | 25       | Jean-Éric Vergne  | Toro Rosso-Renault   | 1:35,155 | 1:34,984 |          | 20[1]    | 14         |
| 12                    | 11       | Sergio Pérez      | Force India-Mercedes | 1:35,439 | 1:35,089 |          | 11       | 13         |
| 13                    | 26       | Danyiil Kvjat     | Toro Rosso-Renault   | 1:35,210 | 1:35,092 |          | 12       | 13         |
| 14                    | 27       | Nico Hülkenberg   | Force India-Mercedes | 1:35,000 | 1:35,099 |          | 13       | 13         |
| 15                    | 99       | Adrian Sutil      | Sauber-Ferrari       | 1:35,736 | 1:35,364 |          | 14       | 14         |
| 16                    | 21       | Esteban Gutiérrez | Sauber-Ferrari       | 1:35,308 | 1:35,681 |          | 15       | 14         |
| 17                    | 13       | Pastor Maldonado  | Lotus-Renault        | 1:35,917 |          |          | 22[2]    | 9          |
| 18                    | 8        | Romain Grosjean   | Lotus-Renault        | 1:35,984 |          |          | 16       | 10         |
| 19                    | 9        | Marcus Ericsson   | Caterham-Renault     | 1:36,813 |          |          | 17       | 6          |
| 20                    | 17       | Jules Bianchi     | Marussia-Ferrari     | 1:36,943 |          |          | 18       | 8          |
| 21                    | 10       | Kobajasi Kamui    | Caterham-Renault     | 1:37,015 |          |          | 19       | 9          |
| 22                    | 4        | Max Chilton       | Marussia-Ferrari     | 1:37,481 |          |          | 21       | 8          |
| 107%-os idő: 1:40,163 |          |                   |                      |          |          |          |          |            |

Megjegyzés:
- ↑ 1:  — Jean-Éric Vergne autójában erőforrást kellett cserélni, és mivel ezzel túllépte az engedélyezett évi keretet (maximum 5 erőforrás), ezért 10 rajthelyes büntetést kapott.[3]
- ↑ 2:  — Pastor Maldonado autójában szintén erőforrást kellett cserélni, és mivel ezzel ő is túllépte az engedélyezett évi keretet (maximum 5 erőforrás), ezért ő is 10 rajthelyes büntetést kapott.[4]

## Futam
A japán nagydíj futama október 5-én, vasárnap rajtolt.
| helyezés | rajtszám | versenyző         | csapat/motor         | futott kör | idő/kiesés oka   | rajthely | pont |
| -------- | -------- | ----------------- | -------------------- | ---------- | ---------------- | -------- | ---- |
| 1        | 44       | Lewis Hamilton    | Mercedes             | 44         | 1:51:43,021      | 2        | 25   |
| 2        | 6        | Nico Rosberg      | Mercedes             | 44         | +9,180           | 1        | 18   |
| 3        | 1        | Sebastian Vettel  | Red Bull-Renault     | 44         | +29,122          | 9        | 15   |
| 4        | 3        | Daniel Ricciardo  | Red Bull-Renault     | 44         | +38,818          | 6        | 12   |
| 5        | 22       | Jenson Button     | McLaren-Mercedes     | 44         | +1:07,550        | 8        | 10   |
| 6        | 77       | Valtteri Bottas   | Williams-Mercedes    | 44         | +1:53,773        | 3        | 8    |
| 7        | 19       | Felipe Massa      | Williams-Mercedes    | 44         | +1:55,126        | 4        | 6    |
| 8        | 27       | Nico Hülkenberg   | Force India-Mercedes | 44         | +1:55,948        | 13       | 4    |
| 9        | 25       | Jean-Éric Vergne  | Toro Rosso-Renault   | 44         | +2:07,638        | 20       | 2    |
| 10       | 11       | Sergio Pérez      | Force India-Mercedes | 43         | +1 kör           | 11       | 1    |
| 11       | 26       | Danyiil Kvjat     | Toro Rosso-Renault   | 43         | +1 kör           | 12       |      |
| 12       | 7        | Kimi Räikkönen    | Ferrari              | 43         | +1 kör           | 10       |      |
| 13       | 21       | Esteban Gutiérrez | Sauber-Ferrari       | 43         | +1 kör           | 15       |      |
| 14       | 20       | Kevin Magnussen   | McLaren-Mercedes     | 43         | +1 kör           | 7        |      |
| 15       | 8        | Romain Grosjean   | Lotus-Renault        | 43         | +1 kör           | 16       |      |
| 16[1]    | 13       | Pastor Maldonado  | Lotus-Renault        | 43         | +1 kör           | 22       |      |
| 17       | 9        | Marcus Ericsson   | Caterham-Renault     | 43         | +1 kör           | 17       |      |
| 18       | 4        | Max Chilton       | Marussia-Ferrari     | 43         | +1 kör           | 21       |      |
| 19       | 10       | Kobajasi Kamui    | Caterham-Renault     | 43         | +1 kör           | 19       |      |
| 20       | 17       | Jules Bianchi     | Marussia-Ferrari     | 41         | végzetes baleset | 18       |      |
| 21       | 99       | Adrian Sutil      | Sauber-Ferrari       | 40         | baleset          | 14       |      |
| ki       | 14       | Fernando Alonso   | Ferrari              | 2          | elektronika      | 5        |      |

Megjegyzés:
- ↑ 1:  — Pastor Maldonado utólag 20 másodperces időbüntetést kapott a boxutcában való sebességtúllépésért.

## A világbajnokság állása a verseny után
| H   | Versenyzők       | Pont | H   | Konstruktőrök        | Pont |
| --- | ---------------- | ---- | --- | -------------------- | ---- |
| 1.  | Lewis Hamilton   | 266  | 1.  | Mercedes             | 522  |
| 2.  | Nico Rosberg     | 256  | 2.  | Red Bull             | 332  |
| 3.  | Daniel Ricciardo | 193  | 3.  | Williams-Mercedes    | 201  |
| 4.  | Sebastian Vettel | 139  | 4.  | Ferrari              | 178  |
| 5.  | Fernando Alonso  | 133  | 5.  | Force India-Mercedes | 122  |
| 6.  | Valtteri Bottas  | 130  | 6.  | McLaren-Mercedes     | 121  |
| 7.  | Jenson Button    | 82   | 7.  | Toro Rosso-Renault   | 29   |
| 8.  | Nico Hülkenberg  | 76   | 8.  | Lotus-Renault        | 8    |
| 9.  | Felipe Massa     | 71   | 9.  | Marussia-Ferrari     | 2    |
| 10. | Sergio Pérez     | 46   | 10. | Sauber-Ferrari       | 0    |

(A teljes táblázat)

## Statisztikák
- Vezető helyen:
  - Nico Rosberg: 26 kör (1-12) és (15-28)
  - Lewis Hamilton: 18 kör (13-14) és (29-44)
- Lewis Hamilton 30. győzelme és 19. leggyorsabb köre.
- Nico Rosberg 12. pole-pozíciója.
- A Mercedes 25. győzelme.
- Lewis Hamilton 66., Nico Rosberg 23., Sebastian Vettel 66. dobogós helyezése.
- A futamot Kevin Magnussen 22. születésnapján rendezték.
- 81 futam után megszakadt a Ferrari pontszerző sorozata. (A 2010-es német nagydíjtól a 2014-es szingapúri nagydíjig a Ferrari valamelyik pilótája minden futamon szerzett legalább 1 pontot.)[5]
- Jules Bianchi súlyos balesetet szenvedett, 285 napig kómában feküdt, majd 2015. július 17-én elhunyt. Az 1994-es San Marinó-i nagydíj óta az első versenyhétvége, ahol egy pilóta Formula–1-es versenyhétvégén szerzett sérülésekbe halt bele.